# Hastings-on-Hudson
Hastings-on-Hudson è un village della cittadina statunitense di Greenburgh, sito nello stato di New York, Contea di Westchester. È bagnato dal fiume Hudson.

## Storia
La zona ove si trova oggi Hastings-on-Hudson era una volta sede dei nativi americani Weckquaesgeek, una delle tribù algonchine. Essi si accampavano in estate a valle della gravina che si sviluppa sotto l'attuale Warburton Avenue Bridge. Qui essi pescavano, nuotavano e raccoglievano ostriche e gusci di mollusco per farne wampum.
Verso il 1650 un carpentiere olandese di nome Frederick Philipse giunse a Nuova Amsterdam ed egli negoziò con i nativi americani il territorio che è oggi costituito da Dobbs Ferry e da Hastings. Nel 1693 la corona inglese insignì Philipse del titolo di Manor of Philipsburg, che comprendeva anche l'attuale Hastings-on-Hudson. Dopo aver diviso la zona in quattro fattorie quasi uguali, i Philipse le diedero in affitto a coloni olandesi, inglesi ed ugonotti francesi.
Durante la guerra d'indipendenza americana, l'attuale Hastings si trovò fra le linee degli eserciti nemici ed il suo territorio venne dichiarato territorio neutrale. In realtà la zona divenne una specie di "terra di nessuno" e subì incursioni da entrambe le parti. Dopo la guerra i Philipses, che erano stati leali al re Giorgio III, videro la loro terra confiscata e venduta dal nuovo Stato americano. Nel 1785 le quattro fattorie, compresa l'attuale Hastings, vennero acquistate da James DeClark, Jacobus Dyckman, George Fisher, e dal taverniere Peter Post. Più o meno nel medesimo periodo, la Contea di Westchester, che era stata fondata come una delle 10 contee originarie dello Stato di New York, venne divisa in comuni e l'area occupata oggi da Hastings divenne parte della città di Greenburgh.
Il villaggio fu ufficialmente riconosciuto nel 1879 ed il suo nome cambiò da Hastings-Upon-Hudson in Hastings-on-Hudson. La cava di pietre fu la prima industria di Hastings. Dal 1865 al 1871 centinaia di lavoratori di origine scozzese ed irlandese sparrono grandi quantità di dolomite da una cava di marmo di Westchester: una ferrovia inclinata portava il marmo a basso, al molo della cava, dove veniva lavorato da esperti tagliatori di pietra e caricato su imbarcazioni direte verso città come New York e Charleston.
Negli anni 1880 la Hastings Pavement produceva blocchi esagonali per selciato che furono estesamente utilizzati nel Central Park e nel Prospect Park di Brooklyn.
Tra il 1895 e il 1900 la Hastings Pavement produsse 10 milioni di tali blocchi e li spedì per tutti gli Stati Uniti e alle città del Canada, Brasile ed Inghilterra. Nel 1891 la National Conduit and Cable Company aprì sulla riva del fiume Hudson uno stabilimento che produceva cavi per aziende telefoniche ed elettriche locali ed estere. Incidenti fra operai della Conduit Company in sciopero provocarono nel 1912 la morte di quattro persone, due operai e due passanti estranei alla vertenza. Simili agitazioni operaie si verificarono nel 1916.
Durante la prima guerra mondiale, 200 soldati della Guardia nazionale furono ospitati ad Hastings per garantire la sicurezza degli impianti della National Conduit e quello chimico, aperto da Frederick G. Zinsser, che produceva un alcool dal legno, chiamato Hastings Spirits.
L'Anaconda Copper Company assorbì la National Conduit nel 1929 e pochi anni dopo acquistò la proprietà della Hastings Pavement. Alla fine della seconda guerra mondiale, l'Anaconda era proprietaria della maggior parte delle industrie sulle sponde del fiume. Anaconda chiuse i suoi stabilimenti di Hastings nel 1975, ponendo fine alla ormai centenaria era dell'industria pesante sulle rive del fiume ad Hastings.
La Jasper F. Cropsey House and Studio e la Hastings Prototype House sono classificate nel Registro nazionale delle località storiche, mentre la John William Draper House fa parte del National Historic Landmark.